# Дефрель, Грегуар
Грегуа́р Андре́ Дефре́ль (фр. Grégoire André Defrel; родился 17 июня 1991 года в Мёдоне, Франция) — французский футболист, нападающий «Сассуоло».

## Клубная карьера
Дефрель поздно начал играть в футбол. Он воспитанник скромного клуба «Шатийон» (Chatillonais S.C.M.) из пригорода Парижа, где играл в районной лиге Excellence — десятой по значимости во французской футбольной пирамиде.
В 18 лет Грегуар был приглашен на просмотр в итальянскую «Парму», с которой в итоге подписал контракт. Первые два сезона в Италии он провел, играя за молодёжную команду «джалоблу». Весной 2011-го его начали привлекать к тренировкам с основной командой, а 22 мая 2011 года в матче против «Кальяри» он дебютировал в итальянской Серии А. В том же году для получения игровой практики Грегуар на правах аренды перешёл в «Фоджу». 18 сентября 2011 года в матче против «Пизы» он дебютировал за новую команду. В этом же поединке Дефрель забил свой первый гол за «Фоджу».
Летом 2012 года Грегуар перешёл в «Чезену». 1 сентября 2012 года в матче против «Виченцы» он дебютировал в Серии B. 1 октября 2012 года в поединке против «Варезе» Дефрель забил свой первый гол за «Чезену». За три сезона в клубе Грегуар провёл более 100 матчей.
Летом 2015 года Дефрель перешёл в «Сассуоло». 23 августа 2015 года в матче против «Наполи» он дебютировал за новую команду. 20 сентября 2015 года в поединке против «Ромы» Грегуар забил свой первый гол за «Сассуоло».
20 июля 2017 года Дефрель стал игроком «Ромы». Римский клуб арендовал французского форварда за € 5 млн с обязательством выкупа за € 15 млн при выполнении определённых условий. Также предусмотрены бонусы до € 3 млн. Контракт с 26-летним футболистом рассчитан на 5 лет — до 30 июня 2022 года. 20 августа в матче против «Аталанты» он дебютировал за столичный клуб. 11 февраля 2018 года в поединке против «Беневенто» Грегуар забил свой первый гол за «Рому».
Летом 2018 года Дефрель на правах аренды перешёл в «Сампдорию».